# شبابي (مسلسل)
شبابي (بالكورية: 마이 유스) هو مسلسل تلفزيوني كوري جنوبي قادم، من بطولة سونغ جونغ كي، تشون وو هي، لي جو ميونغ، سيو جي هون. من المقرر عرضه على قناة جاي تي بي سي في 5 سبتمبر 2025، وسيتم بثه فترة الجمعة الساعة 20:50 بتوقيت (KST).

## القصة
كان سون وو هاي (سونغ جونغ كي) ممثلًا طفلًا مشهورًا، تألق في شبابه. بسبب جشع الكبار من حوله فقد نوره الساطع. لقد نجا بصعوبة من الاضطرابات وهو الآن يعيش بسلام كروائي وبائع زهور. وفجأة، تظهر سونغ جي يون (تشون وو هي) أمامه. كان وو هاي وجي يون الحب الأول لبعضهما البعض وساعدا بعضهما البعض في تجاوز اصعب الأوقات في حياتهما. لقد اجتمعوا مرة أخرى بعد 10 سنوات. كما أن ظهور جي يون يذكره أيضًا بماضيه.

## الطاقم
- سونغ جونغ-كي في سون وو-هاي[2]
- تشون وو-هي في دور سيونغ جي-يون[2]
- لي جو-ميونغ في دور مو تاي-رين[3]
- سيو جي-هون في دور كيم سيوك-جو[4]
- جين كيونغ في دور كيم بيل-دو[1]
- جو هان-تشيول في دور سون وو-تشان[1]
- يون بيونغ-هي في دور لي جيون-نوه[1]
- لي بونغ-ريون في دور بانغ هان-نا[1]

## الإنتاج
في ابريل 2025، كشفت جاي تي بي سي عن تشكيلة الدراما لعام 2025 ومن ضمنها "شبابي" من اخراج لي سانغ-إيوب الذي عمل على زوجة مألوفة (2018)، جزء من تفكيرك (2020)، خلايا يومي (2021-22)، وكتابة بارك سي-هيون التي كتبت مسلسل لاتتوقف (2020). ومن تخطيط وانتاج شركة جي تي بي سي التابعة SLL بتعاون مع استوديو هاي-زيوم.
في 27 مايو 2025 ، كشفت جاي تي بي سي عن تشكيلة الدراما للنصف الثاني من عام 2025 ، وسيبث فترة الجمعة حلقتين متتاليتين.

## روابط خارجية
- شبابي على موقع IMDb (الإنجليزية)
- شبابي على هانسينما